# 宋寒松
宋寒松（1962年1月—），男，汉族，河北保定人，中华人民共和国政治人物，现任中央纪委国家监委驻住房和城乡建设部纪检监察组组长、住房和城乡建设部党组成员。